# Capetown Challenger 1990
Il Capetown Challenger 1990 è stato un torneo di tennis facente parte della categoria ATP Challenger Series nell'ambito dell'ATP Challenger Series 1990. Il montepremi del torneo era di $100 000 ed esso si è svolto nella settimana tra il 9 aprile e il 15 aprile 1990 su campi indoor in cemento. Il torneo si è giocato nella città di Città del Capo in Sudafrica.

## Vincitori

### Singolare
Gary Muller ha sconfitto in finale  Jeremy Bates con il punteggio di 5–7, 6–2, 6–3.

### Doppio
Marius Barnard /  Jeremy Bates hanno sconfitto in finale  Wayne Ferreira /  Piet Norval con il punteggio di 6–3, 6–1.